# Férfi kenu egyes 200 méter a 2016. évi nyári olimpiai játékokon
A 2016. évi nyári olimpiai játékokon a kajak-kenu férfi kenu egyes 200 méteres versenyszámát augusztus 17. és 18. között rendezték a copacabanai Lagoa Rodrigo de Freitasban.
Az olimpiai bajnok ukrán Jurij Cseban megvédte a címét. A magyar induló Hajdu Jonatán tizedik lett.

## Versenynaptár
Az időpontok helyi idő szerint, zárójelben magyar idő szerint olvashatóak.
| Dátum                          | Időpont       | Forduló  |
| ------------------------------ | ------------- | -------- |
| 2016. augusztus 17., szerda    | 9:16 (14:16)  | Előfutam |
| 2016. augusztus 17., szerda    | 10:20 (15:20) | Elődöntő |
| 2016. augusztus 18., csütörtök | 9:15 (14:15)  | Döntő    |

## Eredmények

### Előfutam
Az 1.-5. helyezettek és a legjobb 6. jutott az elődöntőbe.
| Helyezés | Név                     | Nemzet              | Idő      | Mj       |
| 1. futam | 1. futam                | 1. futam            | 1. futam | 1. futam |
| -------- | ----------------------- | ------------------- | -------- | -------- |
| 1.       | Alfonso Benavidez       | Spanyolország (ESP) | 40,610   | Q        |
| 2.       | Oleg Tarnovschi         | Moldova (MDA)       | 40,852   | Q        |
| 3.       | Jurij Cseban            | Ukrajna (UKR)       | 41,220   | Q        |
| 4.       | Zaza Nadiradze          | Grúzia (GEO)        | 41,423   | Q        |
| 5.       | Li Csiang (Li Qiang)    | Kína (CHN)          | 41,456   | Q        |
| 6.       | Tomasz Kaczor           | Lengyelország (POL) | 42,450   |          |
| 7.       | Khaled Houcine          | Tunézia (TUN)       | 42,499   |          |
| 2. futam |                         |                     |          |          |
| 1.       | Thomas Simart           | Franciaország (FRA) | 40,415   | Q        |
| 2.       | Isaquias Queiroz        | Brazília (BRA)      | 40,522   | Q        |
| 3.       | Hélder Silva            | Portugália (POR)    | 40,578   | Q        |
| 4.       | Mark Oldershaw          | Kanada (CAN)        | 42,972   | Q        |
| 5.       | Dagnis Iļjins           | Lettország (LAT)    | 44,125   | Q        |
| 6.       | Joaquim Lobo            | Mozambik (MOZ)      | 44,949   |          |
| 3. futam |                         |                     |          |          |
| 1.       | Andrej Krajtor          | Oroszország (RUS)   | 39,985   | Q        |
| 2.       | Hajdu Jonatán           | Magyarország (HUN)  | 40,147   | Q        |
| 3.       | Martin Fuksa            | Csehország (CZE)    | 40,311   | Q        |
| 4.       | Timur Hajdarov          | Kazahsztán (KAZ)    | 40,492   | Q        |
| 5.       | Stefan Kiraj            | Németország (GER)   | 41,198   | Q        |
| 6.       | Marcos Pulido Rodríguez | Mexikó (MEX)        | 41,910   | Q        |
| 4. futam |                         |                     |          |          |
| 1.       | Valentin Demyanenko     | Azerbajdzsán (AZE)  | 39,749   | Q        |
| 2.       | Henrikas Žustautas      | Litvánia (LTU)      | 40,048   | Q        |
| 3.       | Carlo Tacchini          | Olaszország (ITA)   | 41,368   | Q        |
| 4.       | Adel Mojalallimoghadam  | Irán (IRI)          | 41,650   | Q        |
| 5.       | Angel Kodinov           | Bulgária (BUL)      | 42,694   | Q        |
| 6.       | Szekszárdi Ferenc       | Ausztrália (AUS)    | 44,292   |          |

### Elődöntők
| Helyezés | Név                     | Nemzet              | Idő      | Mj       |
| 1. futam | 1. futam                | 1. futam            | 1. futam | 1. futam |
| -------- | ----------------------- | ------------------- | -------- | -------- |
| 1.       | Isaquias Queiroz        | Brazília (BRA)      | 39,659   |          |
| 2.       | Alfonso Benavidez       | Spanyolország (ESP) | 40,038   |          |
| 3.       | Li Csiang (Li Qiang)    | Kína (CHN)          | 40,066   |          |
| 4.       | Martin Fuksa            | Csehország (CZE)    | 40,311   |          |
| 5.       | Timur Hajdarov          | Kazahsztán (KAZ)    | 41,079   |          |
| 6.       | Henrikas Žustautas      | Litvánia (LTU)      | 41,187   |          |
| 7.       | Angel Kodinov           | Bulgária (BUL)      | 42,925   |          |
| 2. futam |                         |                     |          |          |
| 1.       | Andrej Krajtor          | Oroszország (RUS)   | 40,394   |          |
| 2.       | Thomas Simart           | Franciaország (FRA) | 40,670   |          |
| 3.       | Oleg Tarnovschi         | Moldova (MDA)       | 40,715   |          |
| 4.       | Carlo Tacchini          | Olaszország (ITA)   | 41,468   |          |
| 5.       | Marcos Pulido Rodríguez | Mexikó (MEX)        | 42,283   |          |
| 6.       | Adel Mojalallimoghadam  | Irán (IRI)          | 42,386   |          |
| 7.       | Dagnis Iļjins           | Lettország (LAT)    | 45,082   |          |
| 3. futam |                         |                     |          |          |
| 1.       | Zaza Nadiradze          | Grúzia (GEO)        | 40,146   | Q        |
| 2.       | Valentin Demyanenko     | Azerbajdzsán (AZE)  | 40,298   | Q        |
| 3.       | Jurij Cseban            | Ukrajna (UKR)       | 40,590   | Q        |
| 4.       | Hajdu Jonatán           | Magyarország (HUN)  | 40,718   |          |
| 5.       | Hélder Silva            | Portugália (POR)    | 41,162   |          |
| 6.       | Stefan Kiraj            | Németország (GER)   | 43,171   |          |
| 7.       | Mark Oldershaw          | Kanada (CAN)        | 43,357   |          |

### Döntők

#### B-döntő
| Helyezés | Név                     | Nemzet             | Idő    |
| -------- | ----------------------- | ------------------ | ------ |
| 1.       | Martin Fuksa            | Csehország (CZE)   | 39,760 |
| 2.       | Hajdu Jonatán           | Magyarország (HUN) | 39,811 |
| 3.       | Henrikas Žustautas      | Litvánia (LTU)     | 40,230 |
| 4.       | Oleg Tarnovschi         | Moldova (MDA)      | 40,280 |
| 5.       | Hélder Silva            | Portugália (POR)   | 40,388 |
| 6.       | Timur Hajdarov          | Kazahsztán (KAZ)   | 40,549 |
| 7.       | Carlo Tacchini          | Olaszország (ITA)  | 40,733 |
| 8.       | Marcos Pulido Rodríguez | Mexikó (MEX)       | 42,098 |

#### A-döntő
| Helyezés | Név                  | Nemzet              | Idő    |
| -------- | -------------------- | ------------------- | ------ |
| Arany    | Jurij Cseban         | Ukrajna (UKR)       | 39,279 |
| Ezüst    | Valentin Demyanenko  | Azerbajdzsán (AZE)  | 39,493 |
| Bronz    | Isaquias Queiroz     | Brazília (BRA)      | 39,628 |
| 4.       | Alfonso Benavidez    | Spanyolország (ESP) | 39,649 |
| 5.       | Zaza Nadiradze       | Grúzia (GEO)        | 39,817 |
| 6.       | Andrej Krajtor       | Oroszország (RUS)   | 40,105 |
| 7.       | Li Csiang (Li Qiang) | Kína (CHN)          | 40,143 |
| 8.       | Thomas Simart        | Franciaország (FRA) | 40,180 |